# Pumas Tabasco
Die Pumas Tabasco sind ein mexikanischer Fußballverein mit Spielort in Villahermosa, der Hauptstadt des Bundesstaates Tabasco. Sie sind das in der zweiten Liga spielende Filialteam der UNAM Pumas.

## Geschichte
Nachdem 2020 die neue zweite mexikanische Fußballliga ins Leben gerufen worden war, die als reine Entwicklungsliga (ohne Aufstiegsrecht in die höchste Spielklasse) fungiert, beschloss der in der Hauptstadt ansässige Club Universidad Nacional, eine Nachwuchsmannschaft in dieser Liga ins Rennen zu schicken und gründete die Pumas Tabasco.
Derzeit muss die Mannschaft ihre Trainingseinheiten in Mexiko-Stadt absolvieren und reist zu jedem Heimspiel in das mehr als 700 Kilometer entfernte Villahermosa an.
Im Viertelfinale des Torneo Guard1anes 2020, des in sich geschlossenen Hinrundenturniers der Saison 2020/21, scheiterten die Pumas mit zwei Remis (1:1 und 0:0) nur aufgrund der schlechteren Platzierung in der Punktspielrunde gegen den Traditionsverein CF Atlante aus der Hauptstadt.